# Bellevigne-les-Châteaux
Bellevigne-les-Châteaux is een fusiegemeente (commune nouvelle) in het Franse departement Maine-et-Loire in de regio Pays de la Loire. De gemeente maakt deel uit van het arrondissement Saumur. Bellevigne-les-Châteaux telde op 1 januari 2022 3.450 inwoners.

## Geschiedenis
Bellevigne-les-Châteaux is op 1 januari 2019 ontstaan door de fusie van de gemeenten Brézé, Chacé en Saint-Cyr-en-Bourg. Het gemeentehuis is gevestigd in het kasteel van Chacé.

## Geografie
De oppervlakte van Bellevigne-les-Châteaux bedroeg op 1 januari 2022 35,1 vierkante kilometer; de bevolkingsdichtheid was toen 98,3 inwoners per km².

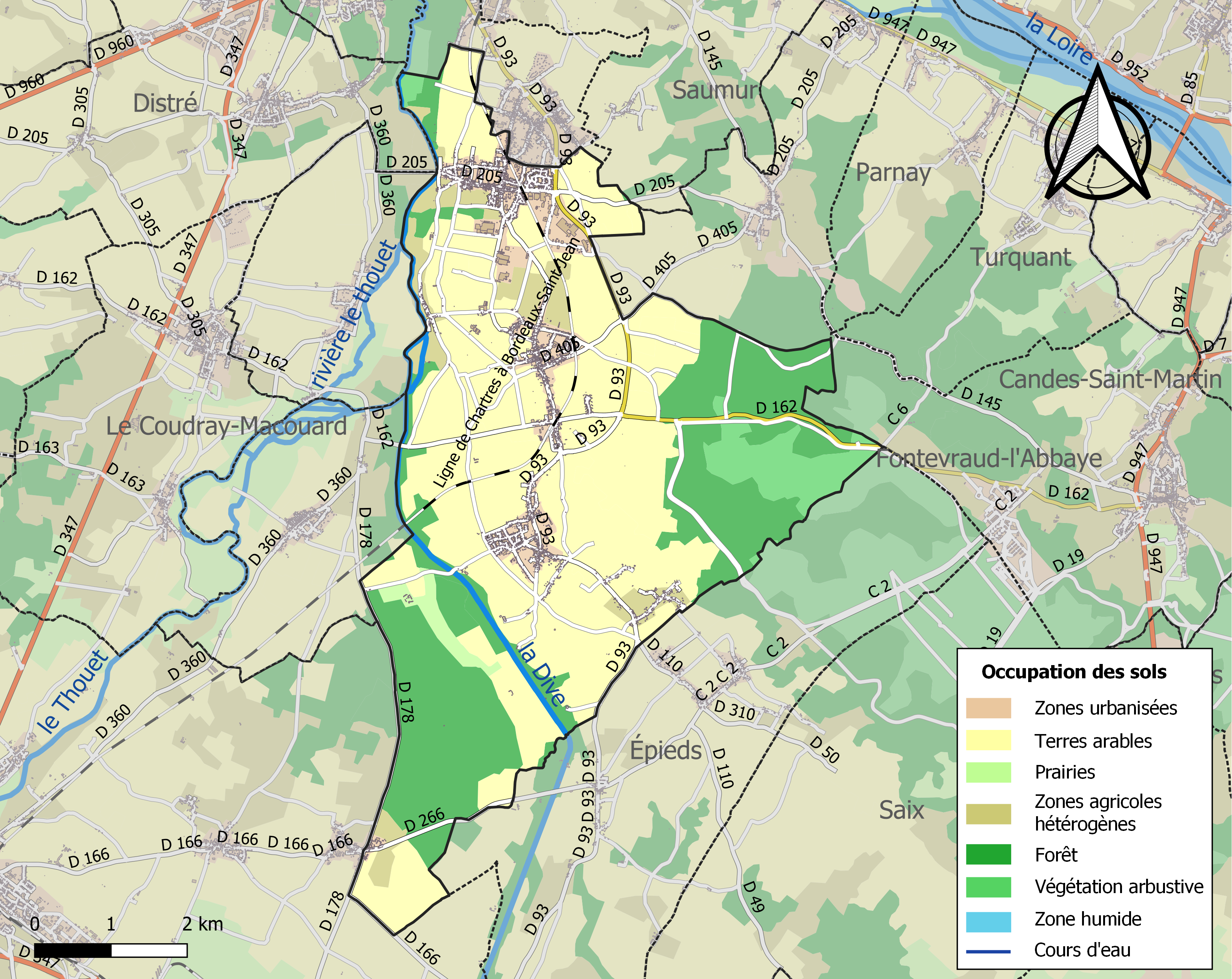
Kaart van de gemeente met de belangrijkste infrastructuur, bodemgebruik en omliggende gemeenten